# Днепропетровская операция
Днепропетровская наступательная операция — фронтовая наступательная операция советских войск 3-го Украинского фронта в Великой Отечественной войне, проводившаяся 23 октября — 23 декабря 1943 года. Составная часть Нижнеднепровской стратегической наступательной операции — второго этапа битвы за Днепр. Осуществлялась под командованием генерала армии Р. Я. Малиновского.
Итогами операции стало продвижение советских войск на 50-60 км, освобождение Днепропетровска и Днепродзержинска, а также ещё более 100 населенных пунктов. Советские войска глубоко охватили криворожскую и никопольскую группировки немецких войск, что способствовало их последующей ликвидации в феврале 1944 года.

## План операции
После выхода советских войск на Днепр в его нижнем течении, войска 46-й армии, 6-й армии и 8-й гвардейской армий 3-го Украинского фронта (командующий генерал армии Родион Малиновский) захватили на его правом берегу два небольших плацдарма — соответственно севернее (Аульский плацдарм) и южнее Днепропетровска. Операция по захвату города была разработана в короткие сроки и преследовала цель — сходящимися ударами объединить оба плацдарма в один, ударом с тыла разбить днепропетровскую группировку и затем — криворожскую группировку противника.

## Силы сторон

### СССР
- 3-й Украинский фронт (генерал армии Р. Я. Малиновский)
  - 46-я армия (генерал-майор В. В. Глаголев)
  - 8-я гвардейская армия (генерал-майор И. И. Масленников, с 10 ноября — генерал-полковник В. И. Чуйков)
  - 17-я воздушная армия (генерал-лейтенант авиации В. А. Судец)
  - часть сил Авиации дальнего действия:
    - 3-я гвардейская авиационная дивизия дальнего действия (полковник И. К. Бровко)
    - 3-й гвардейский авиационный корпус дальнего действия (генерал-майор авиации Н. А. Волков).

Численность советских войск составляла до 100 000 человек, 2000 орудий и миномётов, несколько танков.

### Германия
- Группа армий «Юг» (генерал-фельдмаршал Э. фон Манштейн)
  - 1-я танковая армия (генерал кавалерии Э. фон Макензен, с 29 октября — генерал танковых войск Г.-В. Хубе)

Немецкие силы насчитывали около 25 000 человек, 700 орудий и миномётов, около 50 танков).

## Ход операции
Поскольку в это время немецкие войска напрягали все силы для удержания Кривого Рога, который в ходе Пятихатской операции настойчиво пытались освободить силы 2-го Украинского фронта, удар 3-го Украинского фронта оказался для противника неожиданным. 23 октября 1943 год с плацдарма в районе с. Войсковое перешли в наступление части 8-й гвардейской армии, а 24 октября 1943 год из района с. Аулы начали наступление части 46-й армии, освободив пос. Карнауховка. Обе армии прорвали оборону противника, объединили свои плацдармы в один общий и уже 25 октября стремительными ударами освободили крупные промышленные центры Днепропетровск и Днепродзержинск, а также больше 40 населённых пунктов.
Москва салютовала освободителям 20-ю залпами из 224 орудий. Особо отличились части 152-й стрелковой и 39-й гвардейской Барвенковской дивизии. 10-ти воинским частям и соединениям было присвоено звание «Днепропетровских». Выполнив план первого этапа, советские войска начали наступление против криворожской и никопольской группировок врага соответственно на юго-запад и на юг.
26 октября советские войска смогли продвинуться вглубь ещё на 7—15 км, освободив около 30 населённых пунктов. При этом было захвачено 40 артиллерийских орудий и 40 миномётов. 28 октября Красная Армия продолжала наступление, но его темпы уже существенно снизились, было занято несколько населённых пунктов.
Отчётливо понимая возникшую угрозу, немецкое командование спешно перебросило на этот участок 3 танковые, 1 моторизованную и 1 пехотную дивизии и сильными контрударами сковало наступавшие войска. Немцам удалось навязать встречное сражение и в ходе его остановить советское наступление в упорных кровопролитных боях.
29 октября советские войска продвинулись на ряде направление на 6—10 км и заняли 26 населенных пунктов. К 30 октября продвижение советских войск на отдельных участках фронта составляло до 58 километров, был освобождён в числе прочих крупный населенный пункт пгт Щорск (в боях за который ликвидировано до батальона пехоты, подбито 8 танков и 2 САУ). 31 октября занята станция Кудашевка и несколько населённых пунктов. В-целом к этой дате советское наступление было приостановлено врагом, хотя упорные бои продолжались.
Перегруппировав свои силы, Родион Малиновский 14 ноября повторно перешел в наступление, но добиться решительного перелома уже не смог: за две недели упорных боев его армии смогли продвинуться только на 20 км. Затем на достигнутых рубежах почти месяц продолжались упорные сражения. Ни одна из сторон не смогла добиться успеха. 23 декабря наступление было прекращено на тех же рубежах.

## Результаты
В ходе Днепропетровской операции от немцев был освобождён Днепропетровск — один из крупнейших промышленных центров Украинской ССР, а также близлежащие населённые пункты.
В ходе Днепропетровской операции войска 3-го Украинского фронта не смогли решить всех поставленных перед ними задач. Тем не менее, противнику были нанесены большие потери, освобождены крупнейшие промышыленные центры Днепропетровск и Днепродзержинск, а также больше 100 населённых пунктов. Советскими войсками были глубоко охвачены с юга криворожская и никопольская группировки противника. Задача по их ликвидации после пополнения советских войск была успешно решена в феврале 1944 года.